# Filonides de Catana
Filonides de Catana (en llatí Philonides, en grec antic Φιλωνίδης) va ser un metge de Catana a Sicília, que segons Escriboni Llarg va ser mestre de Pacci Antíoc. Va viure al començament de l'era cristiana, probablement durant el segle i en temps dels primers emperadors.
És possible que sigui el metge citat per Dioscòrides, que el fa nascut a Enna a Sicília. Galè en parla a Περὶ Ιατρικη̂ς, De Medicina, i també en parla Erotià. Potser va escriure Περὶ μύρων καὶ Στεφάνων, De Unguentis et Coronis, que també podria ser obra de Filonides de Dirràquium.